# Stine Stengade
Stine Stengade (* 1. Juni 1972 in Kopenhagen) ist eine dänische Theater- und Filmschauspielerin. Eine jahrelange Zusammenarbeit verbindet sie mit dem Regisseur Ole Christian Madsen, der sie seit Anfang der 2000er Jahre in den meisten seiner Werke einsetzt.

## Biografie

### Ausbildung und Theaterarbeit
Die Tochter zweier Lehrer wurde 1972 in Kopenhagen geboren und zog im Alter von drei Jahren mit ihrer Familie nach Odsherred. Stine Stengades Eltern ließen sich scheiden, als sie noch ein Kind war. Sie wuchs daraufhin bei ihrer Mutter und einem Stiefvater in Føllenslev in der Nähe von Kalundborg, in Vestsjælland, auf. Als Kind war sie dem Fußball sehr zugetan und spielte im Verein von Kalundborg. Ab dem zwölften Lebensjahr galt ihre Faszination der Schauspielerei, nachdem sie durch die Schule in Kalundborg mit dem Theater in Berührung gekommen war. Nach dem Besuch der Hochschule von Testrup bewarb sich die 19-Jährige erfolglos um einen Platz an der Theaterschule von Aarhus. Stengade begann daraufhin ein Dänischstudium an der Universität Kopenhagen. Nebenher nahm sie privaten Schauspielunterricht und bewarb sich an allen drei Kopenhagener Theaterschulen. Nach einem Jahr brach Stengade das Studium ab, als sie von der Staatlichen Theaterschule angenommen wurde. Dort ließ sie sich von 1994 bis 1998 zur Schauspielerin ausbilden.
Im Anschluss an die Ausbildung begann Stengade eine Karriere als Theaterschauspielerin, die sie unter anderem an das Königliche Theater und das Rialto Theater in Kopenhagen führte. Mitglied eines Ensembles wurde die freiheitsliebende Dänin trotz zweier Angebote des Königlichen Theaters aber nicht. Unterbrochen von einer zweijährigen Babypause von 2003 bis 2005 trat sie in ihrer Heimat auch mit Erfolg auf kleinen Theaterbühnen in Erscheinung. Zu ihren Theaterarbeiten zählt Stengade so bekannte Rollen wie die Irina in Anton Tschechows Drei Schwestern (1998; Rialto Theater), die Viola in der Shakespeare-Komödie Was ihr wollt (2001; Grønnegårds Theater), die Marguerite Gautier in Alexandre Dumas’ Die Kameliendame (2002 mit Thure Lindhardt; Gladsaxe Theater), sowie weitere tragende Rollen wie etwa als Enkelin von Ghita Nørby in Marguerite Duras’ Savannah Bay (1999; Rialto Theater), Honoré de Balzacs Die schöne Querulantin, Molières Der Misanthrop und die Euripides-Tragödie Phaidra. Ebenso stand Stengade auch in modernen skandinavischen Theaterstoffen auf der Bühne. Dazu zählen der Part der Helene neben Ulf Pilgaard und Thomas Bo Larsen in der Inszenierung von Thomas Vinterbergs Dogma-Film Das Fest (2007; Østre-Gasværk-Theater) und die Rolle der drogensüchtigen Prostituierten an der Seite von Anders W. Berthelsen in Lars Noréns Stück Politkovskaja In Memoriam (2008; Edison Theater). 2011 erschien sie am Theater in Aarhus in Ingmar Bergmans Szenen einer Ehe als Marianne.

### Filmkarriere
Parallel zu ihrer Arbeit am Theater feierte Stengade 1996 noch während der Schauspielausbildung ihr Kinodebüt mit einer Nebenrolle in Anders Rønnow Klarlunds preisgekröntem Drama Den attende. Einem breiten dänischen Publikum wurde sie jedoch erst ab dem Jahr 2000 durch die weibliche Hauptrolle neben Jakob Cedergren und Lars Mikkelsen in Ole Christian Madsens Fernsehmehrteiler Edderkoppen bekannt. Für den Part der reichen und attraktiven Lisbeth Gordan in der im Nachkriegsdänemark des Jahres 1949 angesiedelten Produktion erhielt sie das Lob der dänischen Kritiker. Diese verglichen sie mit der bekannten Schauspielerin Bodil Kjer und sie gewann außerdem den Reumert-Talentpreis des Jahres 2000. Stengade avancierte daraufhin zur Muse Ole Christian Madsens, der sie in den meisten seiner Film- und Fernseharbeiten einsetzt und mit dem sie auch das private Glück fand. Ein Jahr später folgte der gemeinsame Spielfilm Kira (2001). In dem nach den Dogma-Regeln inszenierten Drama schlüpfte Stengade in die Rolle der labilen und großbürgerlichen Titelheldin, die nach einem Aufenthalt in der Psychiatrie den quälenden Wiedereinstieg in den Alltag mit Ehemann (gespielt von Lars Mikkelsen) und Kindern wagt. Wie für jede Rolle hatte sich Stengade von Musik inspirieren lassen, in diesem Fall von den melancholischen Songs der belgischen Rockgruppe dEUS. Außerdem wirkte sie mit ihrer Sopranstimme an der Filmmusik mit.
Mit Kira folgte der Durchbruch als Filmschauspielerin in ihrem Heimatland. Im Jahr 2002 wurden jeweils der Film und Stengade als Beste Hauptdarstellerin mit Dänemarks wichtigsten Filmpreisen, Bodil und Robert, bedacht. In Deutschland wurde Kira von der Kritik ähnlich positiv aufgenommen und Stengades darstellerische Leistung mit den Frauenporträts von Gena Rowlands und Emily Watson in John Cassavetes Eine Frau unter Einfluß (1978) beziehungsweise Lars von Triers Breaking the Waves (1996) verglichen. Filmkritiker Peter Körte von der Frankfurter Allgemeinen Zeitung hob Stengades bruchloses Changieren „zwischen Kind, Mädchen und Verführerin, zwischen Trotz, Traurigkeit und plötzlichem Erstarren“ hervor. „Ihr rundes, großes Gesicht mag nicht klassisch schön sein, doch die Proportionen zwischen dem breiten, sinnlichen Mund und den großen dunklen Augen verleihen ihm eine unwiderstehliche Ausstrahlung“, so Körte.
Nach dem Erfolg ihrer ersten Kinohauptrolle übernahm die 1,65 Meter große Schauspielerin die folgenden Jahre, auch bedingt durch eine Baby-Pause, ausnahmslos Rollen in dänischen Kurzfilmprojekten und Fernsehserien. Dazu zählte auch die preisgekrönte Krimiserie Unit One – Die Spezialisten mit Mads Mikkelsen, in der sie erneut unter der Regie Ole Christian Madsens agierte. Erst 2005 war Stengade mit der Nebenrolle der Natasha in Jonas Elmers Komödie Nynne wieder in einem Spielfilm vertreten. Ein Jahr später setzte Madsen in dem Beziehungsdrama Prag (2006) seine Muse gemeinsam mit Mads Mikkelsen als liebloses Kopenhagener Ehepaar in Szene, dessen Beziehung auf einer Reise in die titelgebende tschechische Hauptstadt zerbricht. Für ihre Leistung als introvertierte Maja erhielt Stengade erneut eine Bodil-Nominierung als Beste Hauptdarstellerin, hatte aber gegenüber ihrer Landsfrau Trine Dyrholm (En Soap) das Nachsehen. 2008 folgte die fünfte Zusammenarbeit mit Madsen an dem Weltkriegsdrama Tage des Zorns, das den Fokus auf zwei Undercover-Killer (gespielt von Mads Mikkelsen und Thure Lindhardt) legt, die im Auftrag des Widerstands gegen die deutschen Besatzer dänische Kollaborateure töten. In dem von der Kritik hochgelobten Spielfilm war sie in der Rolle der undurchsichtigen und verführerischen Doppelagentin Ketty zu sehen. Es folgten Auftritte in dem dänischen Jugendfilm Timetrip – Der Fluch der Wikinger-Hexe (2009) sowie mit der Fernsehserie Above Suspicion: Deadly Intent (2011) ein Ausflug ins britische Fernsehen. Im Februar 2011 gab sie in einem Interview mit der dänischen Zeitung Politiken an, gerne mehr in Komödien auftreten zu wollen. Im Herbst desselben Jahres war sie am Kopenhagener Betty-Nansen-Theater in einer Inszenierung von Alexa Ther als Anna Karenina zu sehen.
Stine Stengade ist seit 2001 mit Ole Christian Madsen liiert, für den sie ihren damaligen Lebensgefährten verließ. Madsen wiederum gab für die Beziehung das Familienleben mit seiner Ehefrau und den beiden Kindern auf. Die Mutter eines Sohnes lebt in Kopenhagen.
2005 nahm Stengade, die eine Vorliebe für die Werke der Schriftstellerin Karen Blixen und die Musik der irischen Rockband U2 hegt, an der ersten Staffel der Fernsehshow Vild med dans, der dänischen Variante von Strictly Come Dancing beziehungsweise Let’s Dance, teil. Neben Englisch spricht sie Deutsch, Schwedisch, Norwegisch und Französisch und zählt das Reiten zu ihren Hobbys.

## Theaterstücke (Auswahl)
- 1998: Drei Schwestern (Tre Søstre)
- 1999: Savannah Bay
- 2000: Ivanov
- 2001: Was ihr wollt (Helligtrekongersaften)
- 2001: Guddommeliggørelsen af den laveste fællesnævner
- 2002: Die Kameliendame (Kameliadamen)
- 2005: Nattur
- 2006: Onkel Danny
- 2007: Das Fest (Festen)
- 2008: Politkovskaja In Memoriam
- 2011: Szenen einer Ehe (Scener fra et ægteskab)
- 2011: Anna Karenina

## Filmografie (Auswahl)
- 1996: Den attende
- 2000: Zacharias Carl Borg (Kurzfilm)
- 2000: Edderkoppen (Fernsehmehrteiler)
- 2001: Kira (En kærlighedshistorie)
- 2002: Unit One – Die Spezialisten (Rejseholdet; Fernsehserie, Episode: Assistancemelding A-15/01)
- 2003: Annas dag (Kurzfilm)
- 2003: Se dagens lys (TV)
- 2004: Helligtrekongersaften (TV)
- 2004: Forsvar (Fernsehserie)
- 2005: Glashus (Kurzfilm)
- 2005: Nynne
- 2006: Endstation Prag (Prag)
- 2006: Forsvunden (Kurzfilm)
- 2007: Daisy Diamond
- 2008: Tage des Zorns (Flammen & Citronen)
- 2008: Spillets regler
- 2008: Wen du fürchtest (Den du frygter)
- 2008: Sommer (Fernsehserie)
- 2009: Timetrip – Der Fluch der Wikinger-Hexe (Vølvens forbandelse)
- 2010: Above Suspicion: Deadly Intent (Fernsehserie)
- seit 2010: Borgen – Gefährliche Seilschaften (Borgen, Fernsehserie)
- 2011: Den som dræber (Fernsehserie)
- 2011: Værelse 304
- 2012: Undskyld jeg forstyrrer
- 2013: Alle for to
- 2015: Die Abmachung
- 2023: The Angel Maker

## Auszeichnungen

### Bodil
- 2002: Beste Hauptdarstellerin für Kira
- 2007: nominiert als Beste Hauptdarstellerin für Prag

### Robert
- 2002: Beste Hauptdarstellerin für Kira
- 2009: nominiert als Beste Nebendarstellerin für Tage des Zorns
- 2013: nominiert als Beste Nebendarstellerin für Undskyld jeg forstyrrer